# Andrzej Langowski
Andrzej Langowski (ur. 15 lipca 1959 w Tczewie) – polski lekkoatleta, wieloboista, medalista mistrzostw Polski, reprezentant Polski.

## Kariera sportowa
Był zawodnikiem AZS Gdańsk, Gryfa Słupsk i Bałtyku Gdynia.
Na mistrzostwach Polski seniorów na otwartym stadionie zdobył jeden medal: brązowy w dziesięcioboju w 1985. W halowych mistrzostwach Polski seniorów wywalczył dwa brązowe medale w siedmioboju: w 1983 i 1984.
Reprezentował Polskę w zawodach Grupy A Pucharu Europy w wielobojach, zajmując w 1985 14. miejsce, z wynikiem 7473.
Rekord życiowy w dziesięcioboju: 7834 (7 lipca 1985), w siedmioboju w hali: 5821 (26 luty 1984).